# Skjolden, Østfold
Skjolden är en gård i Indre Østfolds kommun i Østfold fylke i sydöstra Norge. Gården ligger vid fylkesväg 1018, nordöst om Hobøls kyrka.
Tidigare har gården tillhört dåvarande Hobøls kommun.
Botanikern Nordal Wille föddes i Skjolden den 28 oktober 1858.